# هايلي ماري نورمان
هايلي ماري نورمان (بالإنجليزية: Hayley Marie Norman)‏ هي عارضة وممثلة أمريكية، ولدت في 3 مارس 1984 في أغورا هيلز في الولايات المتحدة.

## أعمال

### أفلام
- (2014) أفضل خمسة[4]

## وصلات خارجية
- الموقع الرسمي
- هايلي ماري نورمان على موقع IMDb (الإنجليزية)
- هايلي ماري نورمان على موقع قاعدة بيانات الفيلم (الإنجليزية)